# Tetralobus
Tetralobus is een geslacht van kevers uit de familie  
kniptorren (Elateridae).
Het geslacht is voor het eerst wetenschappelijk beschreven in 1825 door LePeletier & Audinet.

## Soorten
Het geslacht omvat de volgende soorten:
- Tetralobus angolensis Laurent, 1968
- Tetralobus arbonnieri Girard, 2003
- Tetralobus auratilis Schwarz, 1903
- Tetralobus auricomus Hope, 1842
- Tetralobus auripilis Laurent, 1964
- Tetralobus bifoveolatus Boheman, 1851
- Tetralobus candezei Fleutiaux, 1919
- Tetralobus cavifrons Fairmaire, 1887
- Tetralobus chassaini Girard, 1979
- Tetralobus chevrolati Candeze
- Tetralobus cribricollis Waterhouse
- Tetralobus curticollis Candèze, 1893
- Tetralobus dabbenei Candèze, 1893
- Tetralobus duchoni Schwarz
- Tetralobus duponti Hope, 1842
- Tetralobus flabellicornis (Linnaeus, 1767)
- Tetralobus flabellicornis (Linnaeus, 1758)
- Tetralobus gabunensis Schwarz, 1903
- Tetralobus gigas (Fabricius, 1801)
- Tetralobus gigas (Fabricius, 1801)
- Tetralobus goryi Hope, 1842
- Tetralobus grandidieri Candèze, 1889
- Tetralobus hayeki Laurent, 1964
- Tetralobus hemirhipoides Fleutiaux, 1919
- Tetralobus hiekei Laurent, 1967
- Tetralobus hopei Guerin, 1847
- Tetralobus hunti Laurent, 1964
- Tetralobus insularis Candèze, 1889
- Tetralobus kivuensis Laurent, 1964
- Tetralobus latus Laurent, 1964
- Tetralobus macari Candèze, 1889
- Tetralobus macer Laurent, 1964
- Tetralobus mechowi Quedenfeldt, 1886
- Tetralobus mystacinus Candèze, 1857
- Tetralobus natalensis Candèze, 1857
- Tetralobus parallelus Schwarz
- Tetralobus polyphemus Boheman, 1851
- Tetralobus punctatus Candèze, 1857
- Tetralobus quadrifoveatus Vats & Kashyap, 1995
- Tetralobus raffrayi Candèze, 1881
- Tetralobus recticollis Schwarz, 1903
- Tetralobus rondanii Bertoloni, 1849
- Tetralobus rotundifrons Guerin, 1847
- Tetralobus rougeoti Girard, 1979
- Tetralobus rubiginosus Candeze
- Tetralobus savagei Hope, 1842
- Tetralobus scutellaris Schwarz, 1902
- Tetralobus sennaariensis Candèze, 1857
- Tetralobus shuckhardi (Hope, 1842)
- Tetralobus simplex Laurent, 1967
- Tetralobus sobrinus Candèze, 1889
- Tetralobus striatus Candèze, 1889
- Tetralobus subcylindricus Murray
- Tetralobus subsulcatus Guerin, 1847
- Tetralobus tuberculatus Laurent, 1964
- Tetralobus villosus Fleutiaux, 1918